# Fang Glacier
Fang Glacier är en glaciär i Antarktis. Den ligger i Östantarktis. Nya Zeeland gör anspråk på området. Fang Glacier ligger 2 345 meter över havet.
Terrängen runt Fang Glacier är mycket bergig. Trakten är obefolkad. Det finns inga samhällen i närheten. 